# Mervyn Day
Mervyn Richard Day (Chelmsford, 26 giugno 1955) è un allenatore di calcio ed ex calciatore inglese, di ruolo portiere.

## Carriera

### Giocatore
Nel 1971 all'età di 16 anni viene tesserato dal West Ham Utd, con cui due anni più tardi, appena maggiorenne, esordisce tra i professionisti; fin dalla sua prima stagione in prima squadra si impone nonostante la giovane età come portiere titolare degli Hammers, con cui nella stagione 1974-1975 vince il premio Giovane dell'anno della PFA 1974-1975 e la FA Cup, diventando tra l'altro il più giovane portiere ad aver mai giocato una finale di FA Cup, a 20 anni non ancora compiuti. Nella stagione successiva continua a giocare da titolare, disputando anche la finale (persa contro i belgi dell'Anderlecht) della Coppa delle Coppe 1976-1977 e ricevendo anche delle convocazioni in nazionale (in cui non riesce però mai ad esordire): si tratta però di fatto dell'apice della sua carriera, visto che già dall'anno seguente a causa di un infortunio gioca solamente 23 partite e successivamente perde il posto da titolare in favore di Phil Parkes. Nella stagione 1978-1979, giocata in seconda divisione dopo la retrocessione dell'anno precedente, non scende mai in campo in partite di campionato: nell'estate del 1979 viene anche per questo motivo ceduto per 100000 sterline al Leyton Orient, altro club di seconda divisione, dove gioca per un quadriennio come portiere titolare totalizzando complessivamente 180 partite in questa categoria.
Tra il 1983 ed il 1985 torna invece in prima divisione, all'Aston Villa: pur giocando un buon numero di partite (30 nell'arco del biennio), non è mai però realmente il portiere titolare del club, e nell'estate del 1985 passa al Leeds Utd di Eddie Gray, per diventarne il portiere titolare, in seconda divisione: gioca regolarmente da titolare per cinque stagioni, fino alla vittoria della Second Division 1989-1990 ed alla conseguente promozione in prima divisione. Tra il 1990 ed il 1993, escluse due brevissime parentesi in prestito a Luton Town (4 presenze) e Sheffield Utd (una presenza) è comunque parte della rosa del Leeds United, come portiere di riserva, e con questo ruolo vince un campionato nella stagione 1992-1993. Chiude infine la carriera al termine della stagione 1993-1994, nella quale gioca 16 partite in quarta divisione con il Carlisle Utd.

### Allenatore
Dopo aver lavorato per un biennio come vice del Carlisle United, dal 1º agosto 1996 all'11 settembre 1997 è allenatore del club, con cui nella stagione 1996-1997 conquista una promozione dalla quarta alla terza divisione. In seguito lavora per diversi anni come vice di Alan Curbishley a Charlton e West Ham, smettendo di allenare al termine della stagione 2007-2008.

## Palmarès

### Giocatore

#### Competizioni nazionali
- Campionato inglese: 1

Leeds United: 1992-1993
- Coppa d'Inghilterra: 1

West Ham: 1975-1976
- Campionato inglese di seconda divisione: 1

Leeds United: 1989-1990

#### Individuale
- Giovane dell'anno della PFA: 1

1974-1975

### Allenatore

#### Competizioni nazionali
- Football League Trophy: 1

Carlisle United: 1996-1997